# نيلسون لويولا
نيلسون لويولا (بالإسبانية: Nilson Loyola)‏ (و. 1994  م) هو لاعب كرة قدم بيروفي، ولد في ليما، شارك في كأس العالم 2018، مركز لعبه هو ظهير.

## روابط خارجية
- نيلسون لويولا على موقع قاعدة بيانات كرة القدم.إي يو (الإنجليزية)
- نيلسون لويولا على موقع ناشيونال فوتبول تيمز (الإنجليزية)
- نيلسون لويولا على موقع Soccerway.com (الإنجليزية)
- نيلسون لويولا على موقع عالم كرة القدم.نت (الإنجليزية)